# Marija Nikiforowa

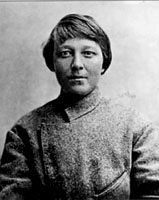
Marija Nikiforowa (1909)

Marija Hryhoriwna Nikiforowa (ukrainisch Марія Григорівна Нікіфорова, * 1885 in Oleksandriwsk, Gouvernement Jekaterinoslaw, Russisches Kaiserreich; † 16. September 1919 in Sewastopol, Gouvernement Taurien) war eine ukrainische Anarchistin und Partisanenführerin im Russischen Bürgerkrieg.

## Biografie

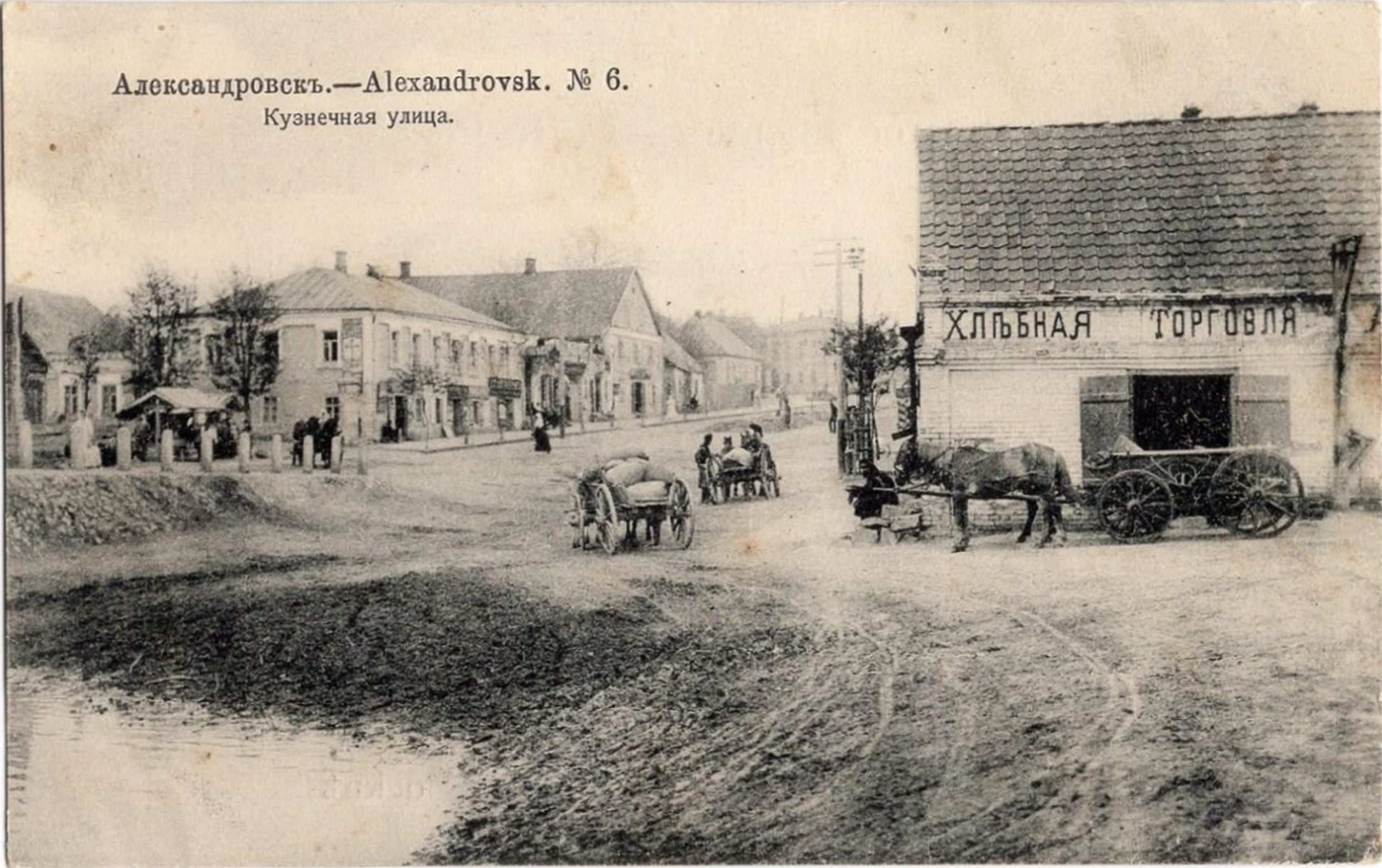
Nikiforowas Heimatstadt Oleksandriwsk (Spätes 19. Jahrhundert)

### Beitritt zu den Anarcho-Kommunisten
Zur Jahrhundertwende arbeitete sie in der sich schnell industrialisierenden Stadt Oleksandriwsk als Verkäuferin, Babysitterin und Wäscherin in einer Wodkadestillerie. 1905 trat sie einer Gruppe Anarcho-Kommunisten bei. Nach einer Probezeit wurde sie zu einer Militanten, die an Enteignungen und Terroraktionen teilnahm Dazu gehören ein Bombenanschlag auf einen Reisezug und auf einen Betriebsleiter, dessen Betrieb danach für lange Zeit stillgelegt wurde. Bei einem Angriff auf das Geschäftsbüro einer Landmaschinenfabrik in Oleksandriwsk wurden der Kassierer und ein Wachmann getötet und 17.000 Rubel gestohlen. Einen weiteren Anschlag beging sie in Starodub. Als die Polizei sie 1908 verhaften wollte, versuchte sie vergeblich mit einer Bombe Selbstmord zu begehen. Bei ihrem Gerichtsprozess wurde sie des Mordes an einem Polizisten und bewaffneten Überfällen an vier unterschiedlichen Orten beschuldigt. Da sie minderjährig war, wurde sie nicht zum Tode, sondern zu zwanzig Jahren Schwerarbeit verurteilt. Sie wurde erst zur Peter-und-Paul-Festung und dann nach Sibirien geschickt.

### Aufenthalt in den USA und Westeuropa
Sie entkam dem Gefängnis in Narym, indem sie einen Aufstand organisierte und begab sich mit der Transsibirischen Eisenbahn nach Wladiwostok und darauf nach Japan, wo ihr Anarchisten eine Fahrkarte in die USA gekauft haben. Sie lebte zusammen mit anderen anarchistischen Emigranten aus dem Russischen Kaiserreich, die in Chicago und New York gewohnt haben. Nikiforowa veröffentlichte unter Pseudonymen Propagandaartikel in der anarchistischen, russischsprachigen Presse. 1912 zog sie nach Paris um. 1913 besuchte sie Spanien, wo sie Erfahrungen mit den dortigen Anarchisten austauschte. Sie wurde bei einem Banküberfall in Barcelona verwundet und wurde heimlich in einer Klinik in Frankreich behandelt. Im Herbst kehrte sie nach Paris zurück, wo sie zum ersten Mal Wladimir Antonow-Owsejenko begegnet war. Außerdem besuchte sie eine Kunstschule. Ende 1913 besuchte sie eine Konferenz russischer Anarcho-Kommunisten in London. Durch den Ausbruch des Ersten Weltkriegs schloss sie sich der anti-Deutschen Position Piojtr Kropotkins an. Sie trat der französischen Fremdenlegion bei, schrieb sich in eine Militärschule ein und erhielt einen Offiziersrang. Laut ihrer eigenen Aussage war sie an der Salonikifront stationiert. Im Zuge der Februarrevolution 1917 reiste sie nach Petrograd.

### Rückkehr
Im Juli 1917 hielt Nikiforowa eine Rede vor bis zu 10.000 Matrosen in Kronstadt, die sie zur Teilnahme am Juliaufstand bewegen sollte. Mehrere tausend von ihnen begaben sich darauf auf den Weg nach Petrograd. Nikiforowa wurde für ihre Rolle beim Aufstand verhaftet und aus dem Gouvernement Archangelsk verbannt. Die Regierung begann, die Anarchisten zu verfolgen und Nikiforowa begab sich zurück in die Ukraine nach Oleksandriwsk. Sie schloss sich einer örtlichen anarchistischen Föderation an, die aus ungefähr 300 Mitgliedern bestand. Sie enteignete eine Million Rubel von einer Destillerie. Ein Teil davon wurde an den Oleksandriwsker Sowjet gespendet. Im August reiste sie nach Huljajpole und hielt dort eine Rede bei einem Treffen der örtlichen Anarchisten unter dem Vorsitz von Nestor Machno. Sie rief zu Terroraktionen gegen die Ukrainische Volksrepublik auf. Am 10. September organisierte sie eine Gruppe von ungefähr 200 Militanten, mit denen sie nach Orichiw reiste. Sie umzingelten das Hauptquartier des dortigen Preobraschenski Leib-Garderegiments. Nikiforowa tötete dabei einige gefangene junge Offiziere mit ihren eigenen Händen. Die geplünderten Waffen wurden nach Huljajpole geschickt und sie kehrte nach Oleksandriwsk zurück. Dort wurde sie von den Behörden der Provisorischen Arbeiter- und Bauernregierung der Ukraine verhaftet. Daraufhin wurde eine Prozession von Arbeitern organisiert, die zum Sowjet marschierte, um zu demonstrieren. Nikiforowa wurde freigelassen und hielt auf der Demonstration eine Rede. Machno organisierte Anarchisten, welche die Regierung in Oleksandriwsk angreifen sollten, doch da Nikiforowa bei ihrer Ankunft bereits frei war, hielten sie stattdessen eine Feier ab. Als Folge davon wurde im Oleksandriwsker Sowjet eine linksgerichtetere Körperschaft gewählt, die auch Anarchisten enthielt und bereit war, die revolutionären Aktivitäten in Huljajpole zu dulden.

### Ernennung zur Kommandeurin

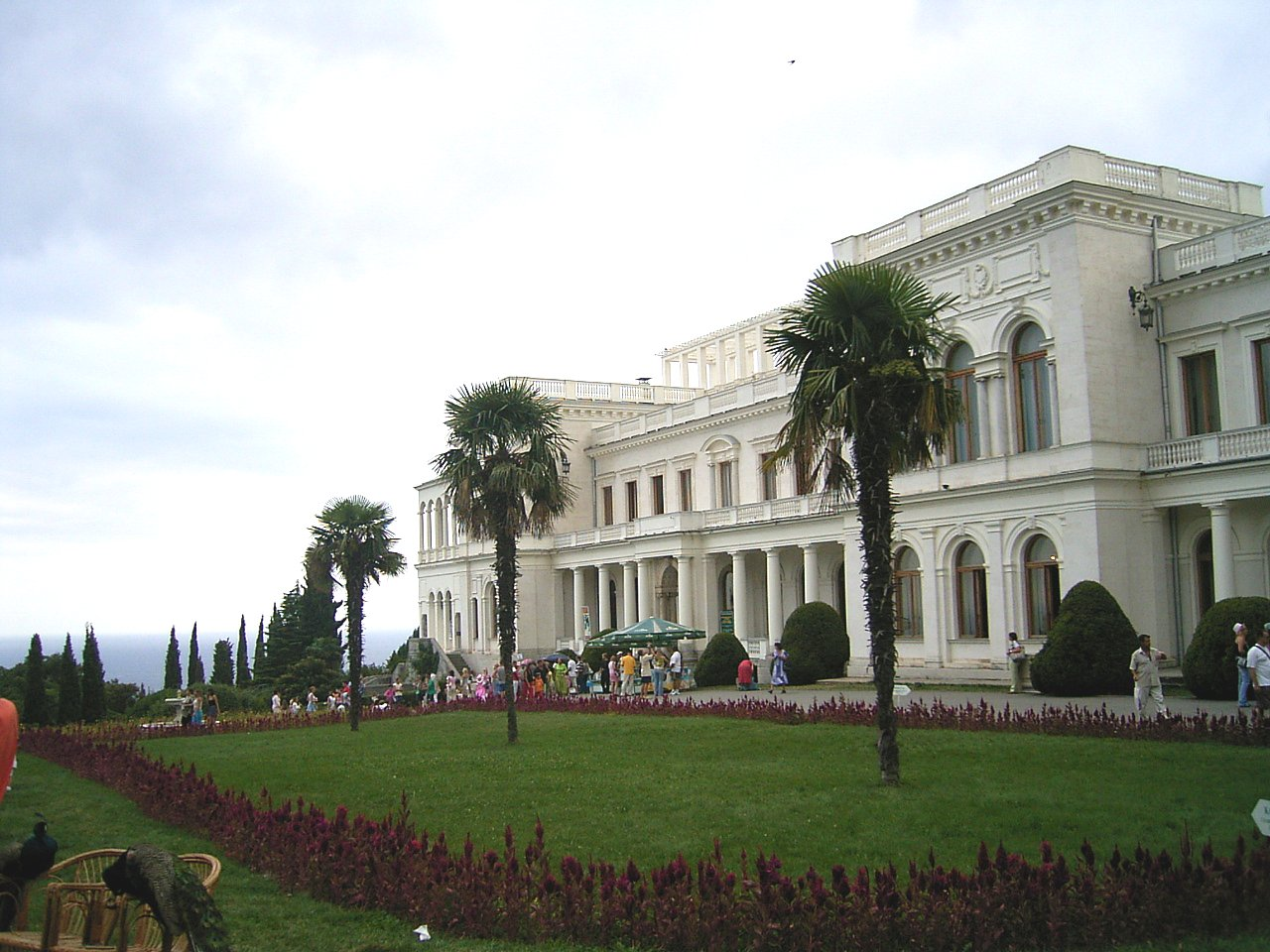
Liwadija-Palast, der von Nikiforowa geplündert wurde

Nach der Oktoberrevolution organisierte Nikiforowa bewaffnete Arbeitergruppen der Schwarzen Armee in Oleksandriwsk und Jelisawetgrad. Sie könnte für den Mord am Vorsitzenden des Jelisawetgrader Sowjets verantwortlich sein. Im Dezember 1917 gründete sie eine Allianz mit der bolschewistischen Organisation in Oleksandriwsk um den örtlichen Sowjet zu stürzen. Vom 25. bis 26. Dezember ging Nikiforowas Abteilung nach Charkiw um die sowjetische Macht in der Stadt zu etablieren. Dabei plünderten sie Geschäfte und verteilten die Güter an die örtliche Bevölkerung. Vom 28. bis 29. Dezember kämpfte ihre Abteilung gegen die Hajdamaken in Jekaterinoslaw und sie etablierten auch dort die sowjetische Macht. Oleksandriwsk wurde am 2. Januar 1918 von Rotgardisten besetzt. Am 4. Januar kam Machno mit seinen bewaffneten Arbeitern in der Stadt an und trat dem neugegründeten Revolutionären Komitee bei, dessen stellvertretende Vorsitzende Nikiforowa wurde. Wladimir Antonow-Owsejenko war der Kommandeur der sowjetischen Streitkräfte in der Ukraine. Nikiforowa hatte bei ihm Einfluss, weil sie ihm geholfen hat, die Kontrolle über drei ukrainische Städte zu übernehmen. Er ernannte sie zur „Kommandeurin der Formation einer Kavallerieabteilung in der Steppenukraine“ und wies ihr eine hohe Summe Geld zu, die sie verwendete, um eine Druschina auszurüsten. Sie war die einzige Frau in der Ukraine, die eine große revolutionäre Streitkraft anführte und wurde „Atamanscha“ genannt. Ihre Streitkraft besaß zwei große Kanonen, einen bewaffneten Flachwagen und Pferde. Die Waggons waren mit bewaffneten Fahrzeugen und Tatschankas ausgestattet. Nikiforowas Druschina und eine weitere anarchistische Abteilung eroberten Jalta und plünderten den Liwadija-Palast, wobei mehrere dutzend Offiziere erschossen wurden. Als Nächstes begab sie sich nach Sewastopol, um dort gefangene Anarchisten zu befreien, wobei die bolschewistischen Behörden sie bereits vor Nikiforowas Ankunft freigelassen haben. In Feodossija wurde sie zum Mitglied des dortigen Bauernsowjets gewählt und organisierte mehr Kämpfer für ihre Garde. Nikiforowa organisierte auch zusätzliche Militäreinheiten in Odessa, Mykolajiw, Cherson, Melitopol, Jusowka, Nikopol und Horliwka.

### Vorrücken der deutschen Armee
Am 28. Januar kam die Druschina in Jelisawetgrad an, wodurch die örtliche bolschewistische Organisation die Kontrolle über den dortigen Sowjet übernehmen konnte. Nikiforowa erschoss den dortigen Militärkommissar und organisierte Plünderungen der örtlichen Geschäfte, deren Güter an die Bevölkerung verteilt wurden. Sie kritisierte das Revolutionäre Komitee dafür, zu tolerant mit der Bourgeoisie zu sein und drohte damit, das Komitee aufzulösen. Die bolschewistischen Behörden baten sie, die Stadt zu verlassen. Nachdem die Zentralna Rada mit den Mittelmächten am 9. Februar den Brotfrieden geschlossen hatte, trieben die deutschen und österreichischen Truppen die revolutionären Kräfte zurück. Die Bolschewisten flohen aus Jelisawetgrad und eine neue Regierung namens „Provisorisches Komitee der Revolution“, dessen Mitglieder zum zuvor gestürzten Sowjet gehört haben, kam an die Macht. Nikiforowas Druschina kehrte in die Stadt zurück. Eine Krise begann als aus dem Lohnbüro einer großen Fabrik 40.000 Rubel gestohlen wurden, wofür die Anarchisten beschuldigt wurden. Nikiforowa begab sich zur Fabrik um die Situation zu erklären, jedoch waren die 5000 Arbeiter in der Fabrik so laut, dass Nikiforowa zwei Revolver zog und über die Köpfe des Publikums schoss. Auf dem Weg zurück wurde ihr Fahrzeug beschossen und sie wurde leicht verletzt. Die Miliz der Regierung vertrieb die Anarchisten, die sich zur Steppe zurückzogen. Schließlich versuchten bolschewistische Streitkräfte unter dem Offizier Alexander Belenkowitsch die Stadt zu erobern. Nikiforowa kehrte zurück, da einige ihrer Kameraden in der Stadt gefangen waren, jedoch wurde sie zunächst in den Vororten aufgehalten. In der Stadt wurde behauptet, Nikiforowa würde Ikonen aus Kirchen plündern und sie wurde als Anführerin einer Diebesbande dargestellt. Am 26. Februar konnten die Anarchisten und Bolschewisten die Stadt erobern. Am 19. März wurde die Stadt wegen den vorrückenden Deutschen aufgegeben. Die Druschina reiste von da an als Kavallerieeinheit durch das Land.

### Konflikt mit den Bolschewisten
In einem großen Anwesen in der Nähe des Dorfes Preobraschenka begegnete Nikiforowa einem bolschewistischen Kommandanten, mit dem sie sich darüber stritt, wie die Güter des Anwesens verteilt werden sollten. Die Bolschewisten entschieden sich die Druschina zu entwaffnen, jedoch verließ Nikiforowas Einheit das Anwesen rechtzeitig. Die Bolschewisten und Anarchisten zogen sich nach Taganrog zurück. Die Behörden in Moskau hatten geplant, die Anarchisten aufgrund ihres andauernden Aufruhrs gegen die Politik ihrer Partei loszuwerden. Nikiforowa wurde beschuldigt, die Stadt Jelisawetgrad geplündert und die Front verlassen zu haben (obwohl die Bolschewisten sich vor den Anarchisten zurückgezogen haben) und wurde von den Rotgardisten verhaftet. Bei dem Gerichtsprozess im April 1918 wurde  Nikiforowa freigesprochen. Später zwangen die vorrückenden Deutschen die Anarchisten und Bolschewisten sich nach Rostow am Don zurückzuziehen. Dort plünderten die Anarchisten wertvolle Dokumente aus den Banken und verbrannten sie. Im Herbst eroberte eine Armee, zu der Nikiforowas Druschina gehörte, Odessa von der Weißen Armee. Nikiforowa brannte das dortige Gefängnis nieder. Als Nächstes begab sie sich nach Saratow. Dort wurde sie auf Befehl des örtlichen Sowjets verhaftet und die Druschina wurde entwaffnet. Während der Zeit des Roten Terrors hätte Nikiforowa sofort hingerichtet werden können, jedoch zögerte die Tscheka, eine Heldin der Revolution hinzurichten. Sie wurde zum Gefängnis Butyrka in Moskau gebracht. Aufgrund von Antonow-Owsejenkos Einfluss wurde sie auf Kaution freigelassen und sie trat dem Proletkult bei. Ihr Gerichtsprozess war vom 21. bis 23. Januar 1919. Laut der Anklageschrift hatte sie ohne Zustimmung der örtlichen Sowjets in vielen Städten die Beschlagnahmungen von den Waren von Quartiermeistern, privaten Geschäften und Gesellschaften durchgeführt, große Geldbeiträge von Landbesitzern erzwungen und Waffen, die von den Hajdamaken zurückgelassen wurden, gesammelt. Die Mitglieder der Sowjets, die sich gegen sie ausgesprochen hatten, sollen von ihr verhaftet oder hingerichtet worden sein. Ein Anarchist, der beim Prozess für sie ausgesagt hatte, beschrieb sie hingegen als selbstlos und eine Abstinenzlerin. Das Urteil wurde am 25. Januar in der Prawda veröffentlicht. Sie wurde für schuldig befunden die sowjetische Macht diskreditiert zu haben und für die Insubordination gegenüber den lokalen Sowjets im Bereich militärischer Aktivitäten. Der Anklage der Plünderung und illegalen Beschlagnahmung wurde sie freigesprochen. Ihr wurde für die nächsten sechs Monate verboten, verantwortungsvolle Posten zu bekleiden. Bei dem Urteil wurden Nikiforowas Dienste in der Bemühung für die sowjetische Macht gegen die Deutschen berücksichtigt. Die Länge der Strafe wurde später auf Drängen von Lew Kamenew reduziert.

### Gefangennahme und Hinrichtung
Sie kehrte nach Huljajpole zurück, wo Machno unter bolschewistischer Duldung eine anarchistische Enklave errichtet hatte, wobei die Bolschewisten bereits begonnen haben, die anarchistischen Organisationen in der Ukraine, die unter ihrer Kontrolle standen, zu unterdrücken. Im Mai 1919 reiste Nikiforowa nach Berdjansk und hob eine neue Abteilung aus, die aus Militanten von Machnos Gegenspionagepersonal und anarchistischen Flüchtlingen aus anderen Städten bestand. Machno und sein Militärpersonal wurden im Juni zu Gesetzlosen erklärt. Nikiforowa traf Machno am Bahnhof in Tokmak und erhielt von ihm 250.000 Rubel nachdem sie ihn mit einem Revolver bedroht hatte. Sie teilte ihre Gruppe in Sektionen auf. Eine von ihnen beging in Moskau bewaffnete Überfälle und zündete am 25. September eine Bombe bei einem Treffen des Moskauer Komitees der bolschewistischen Partei, bei der 12 Parteimitglieder getötet und 55 verletzt wurden, jedoch wurde diese Sektion später ausgelöscht. Nikiforowa selbst begab sich zur Krim um Hilfe von den dortigen Anarchisten zu bekommen, da sie vorhatte, das Hauptquartier von General Denekin zu sprengen. Am 11. August wurde Nikiforowa von den Weißen verhaftet. Der Gerichtsprozess fand am 16. September statt. Sie wurde beschuldigt von 1918 bis 1919 eine Abteilung von Anarcho-Kommunisten angeführt zu haben, mit der sie Erschießungen von Offizieren und friedlichen Bewohnern durchgeführt und zu blutigen Repressalien gegen die Bourgeoisie und Konterrevolutionäre aufgerufen haben soll. Nikiforowa wurde zum Tode verurteilt und erschossen.

## Privates
Nikiforowas Vater war ein Offizier im Russisch-Osmanischen Krieg. Ihr Ehemann war der polnische Anarchist Witold Bzhostek, der zusammen mit ihr hingerichtet wurde. Ihre Schwester Zinaida wurde, da sie verwundete Meuterer beim Juliaufstand medizinisch versorgt hatte, zu fünf Jahren Haft in einem Zwangsarbeitslager verurteilt.
Nikiforowa war intergeschlechtlich. Sie ließ sich 1914 in Paris ihre männlichen Geschlechtsteile chirurgisch entfernen.